# ولسوالی بلچراغ
ولسوالی بُلچراغ یکی از ۱۴ ولسوالی‌‌‌‌ ولایت فاریاب، به مرکزیت شهر بلچراغ در شمال غربی افغانستان است. بُلچراغ از ولسوالی‌های درجه اول ولایت فاریاب بوده، پهناوری آن ۱۱۸۹ کیلومتر مربع است و با ۶۰٬۰۲۰ نفر جمعیت در سال ۱۳۹۹، هشتمین ولسوالی پر جمعیت‌ ولایت فاریاب می‌باشد.بیشتر باشندگان از قوم ازبک و مرکز این ولسوالی اقوام ترکمن زندگی میکند. 

ولسوالی بُلچراغ از شمال با ولایت جوزجان، از شمال غرب با ولسوالی خواجه سبزپوش ولی، از غرب با ولسوالی پشتون کوت، از جنوب با ولسوالی گرزیوان، از جنوب شرق و شرق با ولایت سرپل محدود می‌باشد.

## وضعیت معارف در بلچراغ
در ولسوالی بلچراغ ۳۱ مکتب موجود است که ۱۵ مکتب برای دختران و ۱۶ مکتب دیگر برای پسران است، به تعداد ۲ لیسه در این ولسوالی موجود است، ۷ مکتب دارای ساختمان رهایشی و بقیه فاقد ساختمان رهایشی اند، تعداد معلمان ۳۷۲ تن است که ۳۱۴ تن مرد و فقط ۵۸ تن زن است. در این ولسوالی ۱۳٬۸۹۹ تن دانش‌آموز وجود دارد که ۱۰٬۴۹۹ آن‌ها پسر و ۳٬۴۰۰ تن آن‌ها دختر است.

## منبع‌ها
1. ↑  «برآورد نفوس کشور:١٣٩٩» (PDF). اداراه احصائیه مرکزی افغانستان. ٢٨ می ٢٠٢٠. بایگانی‌شده از اصلی (PDF) در ۳ ژوئیه ۲۰۲۰. دریافت‌شده در ٢٨ می ٢٠٢١.
2. ↑  «جمعیت‌شناسی و جمعیت ولایت فاریاب» (PDF). هیئت معاونیت ملل متحد در افغانستان و سالنامهٔ آماری افغانستان، سال ۲۰۰۶ میلادی. وزارت احیا و انکشاف دهات افغانستان. دریافت‌شده در ۱۲-۱۲-۱۳۹۰. تاریخ وارد شده در |تاریخ بازدید= را بررسی کنید (کمک)
3. ↑  جغرافیای عمومی فاریاب، تالیف: محمد کاظم امینی، چاپ: سنبلهٔ ۱۳۸۷